# خواكين بيريرا
خواكين بيريرا (بالإسبانية: Joaquín Pereyra) هو لاعب كرة قدم أرجنتيني في مركز الوسط، ولد في 1 ديسمبر 1998 في مدينة بارانا، انتري ريوس في الأرجنتين. لعب مع روزاريو سنترال.

## وصلات خارجية
- خواكين بيريرا على موقع الدوري الأمريكي (الإنجليزية)
- خواكين بيريرا على موقع قاعدة بيانات كرة القدم.إي يو (الإنجليزية)
- خواكين بيريرا على موقع Soccerway.com (الإنجليزية)
- خواكين بيريرا على موقع عالم كرة القدم.نت (الإنجليزية)
- خواكين بيريرا على موقع AS.com (الإسبانية)